# HMS Lord Nelson (1906)
O HMS Lord Nelson foi um couraçado pré-dreadnought operado pela Marinha Real Britânica e a primeira embarcação da Classe Lord Nelson, seguido pelo HMS Agamemnon. Sua construção começou em maio de 1905 nos estaleiros da Palmers Shipbuilding and Iron Company em Jarrow e foi lançado ao mar em setembro do ano seguinte, sendo comissionado na frota britânica em dezembro de 1908. Era armado com uma bateria principal composta por quatro canhões de 305 milímetros montados em duas torres de artilharia duplas, tinha um deslocamento carregado de mais de dezoito mil toneladas e alcançava uma velocidade máxima de dezoito nós (33 quilômetros por hora).
O Lord Nelson teve um início de carreira tranquilo, servindo primeiro na Frota Doméstica e depois na Frota do Canal. A Primeira Guerra Mundial começou em 1914 e sua primeira atividade foi escoltar a Força Expedicionária Britânica para a Terceira República Francesa. Foi enviado no ano seguinte para o Mar Mediterrâneo com o objetivo de atuar na Campanha de Galípoli, permanecendo na região depois do fim desta para barrar qualquer surtida do cruzador de batalha otomano Yavuz Sultan Selim para fora de Dardanelos. Serviu brevemente no Mar Negro depois do fim da guerra até voltar para casa em 1919, sendo imediatamente descomissionado e desmontado no ano seguinte.